# Груча Боролунго (Арецо)
Груча Боролунго је насеље у Италији у округу Арецо, региону Тоскана.
Према процени из 2011. у насељу је живело 48 становника. Насеље се налази на надморској висини од 149 м.